# Pseudomiza punctinalis
Pseudomiza punctinalis là một loài bướm đêm trong họ Geometridae.